# Sergiu Arnăutu
Sergiu Arnăutu (n. 27 mai 1990, Vălenii de Munte, România) este un fotbalist român care joacă în prezent pentru CSM Deva pe postul de atacant. A evoluat în prima liga românească în sezonul 2012–2013, la CS Turnu Severin.

## Carieră
Ca tânăr, s-a făcut remarcat pentru prima dată la FC Petrolul Ploiești. În 2008 a debutat în primul său meci în Liga a II-a.
În iulie 2015, după un sezon bun cu CS Juventus București în Liga a III-a, unde a terminat pe locul 2, Sergiu a fost aproape de a fi transferat la CFR Cluj unde fostul lui antrenor, Eugen Trică, a fost numit numit ca antrenor principal. Transferul a fost căzut în cele din urmă din cauza problemelor financiare de la CFR.